# Monte Maggiorasca
Il monte Maggiorasca è la vetta più alta dell'Appennino Ligure (1804 m s.l.m.), situata tra le province di Genova e Parma.

## Geografia
Il Maggiorasca domina la val d'Aveto con il comune di Santo Stefano d'Aveto (GE), e la valle del Ceno  col comune di Bedonia (PR); il gruppo montuoso del Maggiorasca, posto a settentrione del passo del Tomarlo, comprende anche le vette del monte Bue, del monte Nero, del Groppo delle Ali e del monte Roncalla costituendo un importante nodo orografico tra le vallate del Nure (Piacenza), del Ceno (Parma) e dell'Aveto (Genova amministrativamente ma Piacenza idrograficamente).
La sommità del Maggiorasca, ampia e a forma di sella, è costituita di basalti; al suo limite meridionale, su un ripiano posto a un'altitudine di circa 1.800 m s.l.m., sorge la statua di Nostra Signora di Guadalupe, eretta nel 1947, mentre sulla vetta vera e propria (1.804 m s.l.m.) è stato collocato un impianto per la ripetizione di segnali televisivi.

### Accesso alla vetta

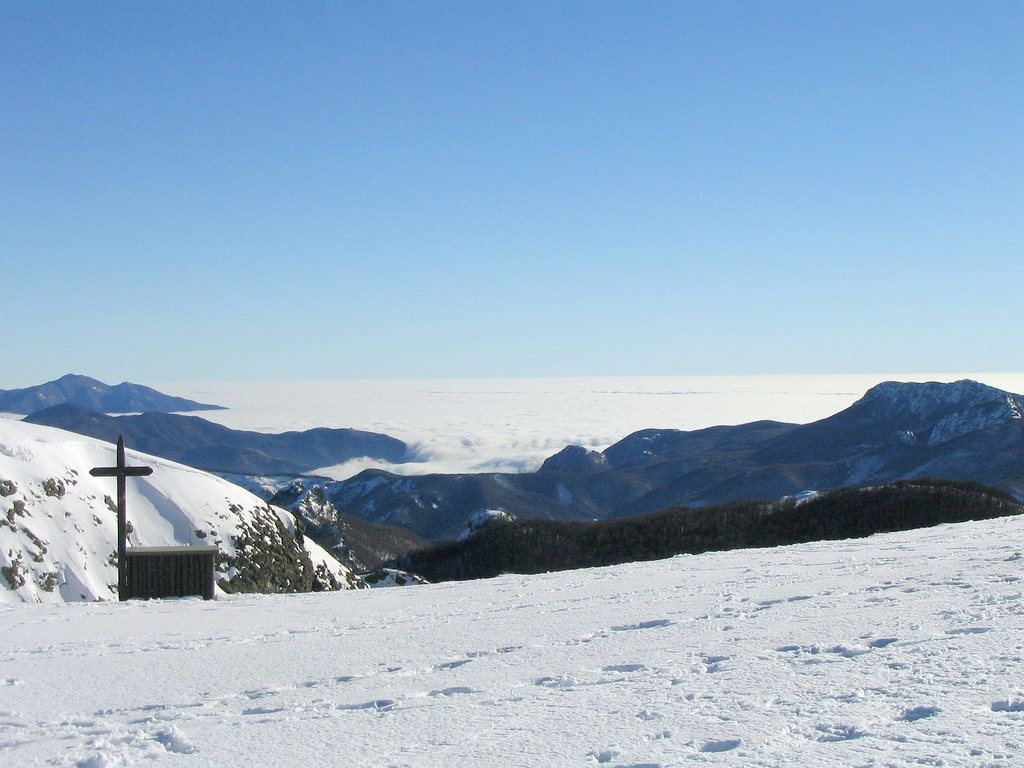
Panorama dal monte Maggiorasca.

Meta molto frequentata in ogni stagione dagli appassionati di escursionismo provenienti sia dai versanti emiliani, sia dal versante ligure.
Nei pressi sono presenti alcune brevi vie di arrampicata invernale e più numerose vie estive, recentemente attrezzate da un gruppo di arrampicatori piacentini.
Fino al 1970 circa era presente uno skilift (sono visibili ancora le fondazioni dei piloni, due piloni, di cui uno vicino all'arrivo e l'altro subito dopo la partenza, e un piccolo manufatto all'arrivo in vetta).

## Flora

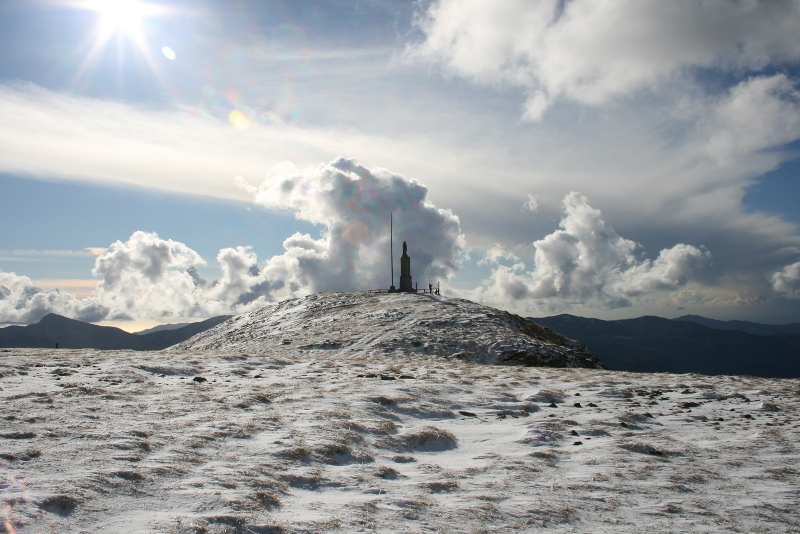
La cima in inverno con la Madonna di Guadalupe.

La flora del massiccio montuoso del monte Maggiorasca è particolarmente interessante, per via della coesistenza di alcune specie botaniche di provenienza alpina e di endemismi tipici dell'Appennino settentrionale e della catena appenninica in generale.
Il gruppo montuoso del Maggiorasca è infatti l'unica area montuosa dell'Appennino ligure in cui sia possibile rinvenire Chrysosplenium alternifolium (una rara sassifragacea a distribuzione euro-siberiana), Aquilegia alpina (specie subendemica delle Alpi Occidentali, che irradia nell'Appennino settentrionale con poche ed esigue popolazioni) e Primula marginata, una vistosa specie subendemica delle Alpi sud-occidentali e dell'Appennino ligure orientale, la cui presenza è limitata ad alcuni affioramenti di rocce basaltiche, ubicati nel settore settentrionale del massiccio al confine tra le province di Genova e Piacenza.
Sempre sui pendii delle aree più elevate del gruppo del Maggiorasca vegetano Soldanella alpina, Pulsatilla alpina e Draba aizoides, tre piante piuttosto comuni sulle Alpi ma assai sporadiche nell'Appennino, infine tra gli endemismi appenninici, che nel gruppo montuoso del Maggiorasca raggiungono il limite nord-occidentale della loro distribuzione, vanno citati almeno Armeria marginata e Arenaria bertolonii.
Tra le specie a portamento fruticoso e arboreo va citato il cosiddetto "pino mugo appenninico" (Pinus mugo ssp. rostrata), entità un tempo certo più diffusa nelle aree culminali dei massicci montuosi della val d'Aveto e oggi rinvenibile in due popolamenti isolati presso il passo del Tomarlo e tra il lago Nero e la vetta del monte omonimo e in sporadici individui che crescono oltre il limite superiore della faggeta; sempre nella zona settentrionale del massiccio del Maggiorasca si possono osservare alcuni nuclei naturali (e quindi non di origine silvicoturale) di abete bianco (Abies alba).